# Бискупски, Мэгги
Мэгги Мелани Бискупски (фр. Maggy Mélanie Biskupski, 3 февраля 1982, Шарлевиль-Мезьер — 12 ноября 2018, Carrières-sous-Poissy) — французская полицейская и президент Движения разгневанных полицейских, сосредоточившая усилия на привлечении внимания к ненависти к полицейским и искоренении растущих случаев самоубийств среди французских полицейских, которые часто объясняются тяжёлыми условиями службы. Её нашли мёртвой в своей квартире в 2018 году, предположительно, это было самоубийство.

## Карьера
Мэгги Бискупски и её коллега Гийом Лебо стали соучредителями Движения разгневанных полицейских (MPC) в 2016 году после нападения на четырёх офицеров с использованием коктейля Молотова. Двое полицейских получили серьёзные ранения, что вызвало протест полиции в отношении проблем безопасности. Бискупски была назначена президентом MPC и активно участвовала в  кампании Движения, часто появляясь в средствах массовой информации, подчёркивая проблемы ненависти к полицейским, насилия в отношении полицейских, условий труда и высокого уровня самоубийств среди сотрудников полиции. По мере того, как кампания MPC привлекла внимание всей страны, она стала ведущим голосом для полицейских, особенно рядовых, которые чувствовали себя недостаточно представленными в существующих полицейских профсоюзах. Бискупски подверглась расследованию со стороны полиции из-за своей деятельности, но осталась президентом группы.

## Смерть
Бискупски была найдена мёртвой в своей квартире с огнестрельными ранениями, предположительно она покончила с собой из служебной винтовки.